# Denis Lequément
Denis Lequément (né le 18 mars 1956 au Petit-Quevilly (Seine-Maritime)) est un athlète français, spécialiste du 1 500 mètres.
Il est décédé le 24 mars 1984 à Sotteville-lès-Rouen (Seine-Maritime).

## Palmarès
- 4 sélections en équipe de France A
- Il est l'actuel codétenteur du Record de France du relais 4 × 1500 mètres avec Didier Bégouin, Marcel Philippe et Philippe Dien avec le temps de 14 min 48 s 2[1] (Bourges 23 juin 1979).

Championnat de France :
- - 3e du 1 500 m en 1982

## Meilleur temps
| Épreuve | Performance   | Date |
| ------- | ------------- | ---- |
| 1 000 m | 2 min 23 s 4  | 1980 |
| 1 500 m | 3 min 39 s 61 | 1982 |
| Mile    | 4 min 02 s 2  | 1980 |
| 2 000 m | 5 min 07 s 55 | 1982 |
| 3 000 m | 8 min 02 s 8  | 1982 |